# Hannu Siitonen
Hannu Juhani Siitonen (né le 18 mars 1949 à Parikkala) est un athlète finlandais, spécialiste du lancer du javelot.

## Carrière
Siitonen, fils de fermier, à la frontière russe, a été entraîné par Pauli Nevala, champion olympique du javelot à Tokyo.
Quatrième des Jeux olympiques de 1972, il remporte les Championnats d'Europe 1974 de Rome avec la marque de 89,58 m, devant l'Est-allemand Wolfgang Hanisch et le Norvégien Terje Thorslund.
En 1976, Hannu Siitonen se classe deuxième des Jeux olympiques de Montréal avec 87,92 m, devancé largement par le Hongrois Miklos Németh, auteur d'un nouveau record du monde avec 94,58 m.

### Palmarès
| Date | Compétition           | Lieu     | Résultat | Marque  |
| ---- | --------------------- | -------- | -------- | ------- |
| 1972 | Jeux olympiques       | Munich   | 4e       | 84,32 m |
| 1974 | Championnats d'Europe | Rome     | 1er      | 89,58 m |
| 1976 | Jeux olympiques       | Montréal | 2e       | 87,92 m |

### Records
| Épreuve           | Performance | Lieu | Date |
| ----------------- | ----------- | ---- | ---- |
| Lancer du javelot | 93,90 m     |      | 1973 |